# Еропкины
Еро́пкины (Яропкины) — древний русский дворянский род, разделившийся на несколько ветвей.
Род Еропкиных идущий от Фоминских и Березуйских князей внесён в Бархатную книгу. При подаче документов (февраль 1686), для внесения рода в Бархатную книгу, была предоставлена родословная роспись Еропкиных.
Род внесён в VI часть родословной книги Владимирской, Калужской, Московской, Тульской и Ярославской губерний. Существует ещё два других рода Еропкиных, восходящие к первой половине XVII века.

## Происхождение и история рода

### Несообразность в родословии Еропкиных
Еропкины — отрасль князей Фоминских и Березуйских. Древние родословцы выводят их от князей Смоленских, а именно от последнего великого князя Смоленского Юрия Святославовича, который приходился предком родоначальнику Ерепкиных, потомку Рюрика в XVII колене, Ивану Остафьевичу (Астафьевич, Евстафьевич) по прозванию Яропка (Еропка). Бархатная книга приняла данную версию, но несообразность в годах сосуществования первых представителей рода ставила под сомнение истинность родословной, пока известный генеалог, князь П. В. Долгоруков, не исправил его по Хворостининскому родословцу. Согласно этому родословцу, у Смоленского князя Константина Давыдовича был сын Юрий, оставивший также сына Юрия, отца Фёдора и деда Естафия Фёдоровича. Сын последнего, Иван Естафьевич по прозванию Еропка, и был родоначальником всего, очень обширного рода дворян Еропкиных.
Родословная роспись поданная в 1682 году Матвеем Алексеевичем с сородичами и князем П. В. Долгоруковым, сообщает, что у Ивана Астафьевича Еропки, упомянутого в 1345 году воеводою, был сын Афанасий Иванович, умершего в опале в 1408 году, у которого показан только один сын Юрий Афанасьевич, от которого уже ведут весь род. Юрий Афанасьевич имел трёх сыновей: Семёна, Азария и Григория. При таком выводе поколений получается несообразность: Михаил Степанович по прозванию Клепик упомянутый в 1492-1513 годах, указан сыном Степана Азарьевича, упомянутого в 1492-1495 годах, в результате выходит, что он родной праправнук Афанасия Ивановича, а живут они в одно время.

#### Родословие по В. В. Руммелю
Настоящее родословие взято из поколенной росписи, находящейся в документах В. В. Руммеля и неизвестно кем поданной в Палату родословных дел, в данном родословии несообразностей никаких не встречается:
По Бархатной книге: Иван Остафьевич взят в плен литовцами под Суходровом (1445). По Руммелю, Степан Иванович Еропка, сын родоначальника в сражении с литовцами при Суходрове взят в плен (1445). Еропкин, Афанасий Иванович (27 декабря 1497) казнён по обвинению в заговоре вместе с сыном боярским Щавеем (Иваном) Тимофеевичем Скрябиным, Владимиром Гусевым и некоторыми другими детьми боярскими. Михаил Степанович Еропкин, по прозванию Клепик (Кляпик), направлялся с дипломатическими поручениями в Польшу (1488, 1489, 1491 и 1496), к императору Максимилиану I (1492), и при великом князе Василии Ивановиче был окольничим. Фёдор Степанович отправлен послом к королю польскому Казимиру (1491), ездил в Литву с известием о вступлении на престол великого князя Василия III Ивановича (1506). Игнатий Лазаревич († 1506), в иночестве Изосима, основал Клинскую Изосимову пустынь и был первым её игуменом. Иван Михайлович Клепиков был приставом при литовских послах (1529), задержан в Можайске, убит при сражении под Казанью (1530). Юрий Никитич убит на Луках Великих (1581). Фёдор Михайлович убит под Ругодивом (1590), Пётр Григорьевич убит под Москвой в бою с Лисовским.
В XVI столетии, ветвь этого рода владела поместьями в Московском, Коломенском, Тверском и Рязанском уездах, кроме того в XVII веке владели поместьями Нижегородском, Можайском, Вологодском уездах.
Следующая ветвь, не указанная у П. В. Долгорукова, владела поместьями в Коломенском уезде и внесена в родословные книги Московской и Тульской губерний.
Следующая ветвь, не указанная у П. В. Долгорукова, владела поместьями в Рязанском уезде и внесена в родословные книги Московской и Тульской губерний. Борис Васильевич, Василий Дмитриевич и Михаил Ефимович, засечные сторожа Тульской засеки (1646).
Двадцать три представителя рода владели населёнными имениями (1699).

## Описание гербов

#### Герб Еропкиных 1785 г.
В Гербовнике Анисима Титовича Князева 1785 года имеется изображение печати с гербом генерал-аншефа, кавалера ордена Святого Андрея, главнокомандующего в Москве, усмирителя мятежа во время чумы Петра Дмитриевича Еропкина: круглое поле щита разделена горизонтально на две половины. В верхней половине, в синем поле, изображены летящая вправо золотая птица, а над ней горизонтально серебряная сабля, остриём вправо. В нижней половине, в серебряном поле, золотая пушка на красных колёсах и с красным лафетом. По окружности щита золотыми буквами девиз <<ЗА ВЕРУ И ВЕРНОСТЬ>>. Вокруг щита орденская цепь с орденом Святого Андрея Первозванного. Под щитом два лапчатых креста. Щит расположен на княжеской мантии и увенчан княжеской шапкой.

#### Герб. Часть II. № 18
В щите, имеющем серебряное поле, изображен в верху Меч остриём в правую сторону обращённый; а внизу чёрная пушка на золотом лафете, стоящая на траве и на Пушке Райская птица.
Щит покрыт мантиею и шапкой, принадлежащими Княжескому достоинству. Как шапка, так и мантия Княжеские присвоены издревле дворянскому роду Еропкиных потому, что он происходит от князей Смоленских, и имеет герб Смоленских Князей с прибавлением в верху Меча.

## Известные представители
- Андрей Иванович Еропкин (ум. после 1568) — воевода в Орле (1568);
- Михаил Иванович Еропкин — воевода;
- Алексей Павлович Еропкин — воевода;
- Фёдор Андреевич Еропкин — Орловский воевода (1604), воевода в Белёве (1604). Один из немногих, оказавших сопротивление Лжедмитрию I, победоносно шествовавшему на Москву. Воевода сторожевого полка (1608), убит в Севске;
- Иван Фёдорович Еропкин (ум. 1669) — думный дворянин (1661), воевода в Кадоме (1619—20), Рыльске (1622), Осколе (1626—27), Белгороде (1628—30), Севске (1632), Стародубе (Северском) (1633), Верхотурье (1635—39), Венёве (1641), Вязьме (1643 и 1653), Смоленске (1655—56), Калуге (1659—60);
- Михаил Фёдорович Еропкин — московский дворянин (1627—40), воевода в Ряжске (1625—26), Севске (1631—32), Устюге-Великом (1642);
- Михаил Андреевич Еропкин — стольник патриарха Филарета (1627), московский дворянин (1640—68);
- Никита Еропкин — арзамасский воевода (1572);
- Пётр Макарьевич Еропкин — патриарший стольник (1627—29), стряпчий (1636), московский дворянин (1636—40);
- Фёдор Андреевич Еропкин — третий воевода в Белёве (1603), воевода Сторожевого полка в Орле (1605), патриарший стольник (1627—29), московский дворянин (1636—40);
- Павел Фёдорович Еропкин — московский дворянин (1627—29), постригся в Пафнутьевом монастыре с именем «Пафнутий» (1635), келарь этого монастыря (1639);
- Иван Андреевич Еропкин — стряпчий с платьем (1627—29), московский дворянин (1636—40);
- Павел Фёдорович Еропкин — воевода в Мосальске (1632—33);
- Михаил Андреевич Еропкин — воевода в Кайгородке (1644—47);
- Фёдор Петрович Еропкин (ум. 1659) — московский дворянин (1636—58), воевода в Лихвине (1648), убит под Конотопом (1659[6]);
- Моисей Иванович Еропкин — патриарший стольник (1627—29), московский дворянин (1640—58), воевода в Михайлове (1648), Тамбове (1652—53). Как и предыдущий, погиб под Конотопом (1659[6]);
- Еропкин Михаил (без отчества) — воевода в Нижнем-Ломове (1664);
- Григорий Андреевич Еропкин — воевода в Серпухове (1648—50);
- Автамон Иванович Еропкин — стольник, воевода в Михайлове (1648), Тамбове (1653), Борисове Минском (1655—56), Карпове (1658—59), Алатыре (1663);
- Алексей Павлович Еропкин — стольник, воевода в Вологде (1657—60), Устюге-Великом (1677—78);
- Василий Михайлович Еропкин (ум. 1667) — стольник, думный дворянин, окольничий (1636), воевода в Воронеже (1650), Костроме (1653—55);
- Алексей Павлович Еропкин — воевода в Вологде (1658), Устюге Великом (1677—78);
- Еропкины: Фёдор Фёдорович, Фёдор, Владимир и Михаил Михайловичи, Герасим Борисович, Иван Автамонович, Иван и Матвей Алексеевичи, Афанасий Владимирович, Алексей Павлович, Иван, Автамон и Алексей Ивановичи — стольники (1658—92);
- Еропкины: Михаил и Иван Владимировичи, Василий и Михаил Матвеевичи — стольники царицы Прасковьи Фёдоровны (1686—92);
- Дмитрий Фёдорович Еропкин — генерал-поручик и губернатор Рижский[7][8][9][4];
- Афанасий Владимирович (ум. 1740), стольник, участвовал в «Вечном мире» с Польшей, Крымском походе. Приняв монашество под именем «Аарон», был епископом карельским и ладожским;
- Пётр Михайлович Еропкин (ум. 27 июня 1740) — гоф-бау-интендант, послан Петром I «в чужие края, для обучения наукам». Изучив в Италии «гражданскую архитектуру», вернулся (1707) и определён «к разным строениям». Считался одним из образованнейших людей своего времени. Нащокин называет его, Соймонова и Хрущова «людьми славными своим разумом». Заботы об улучшении государственного быта сблизили его с кружком А. П. Волынского, и «за участие в конфиденциях и сотрудничество по проектам» был казнён;
- Пётр Дмитриевич Еропкин (ум. 1805), сенатор, генерал-аншеф. Усмирил в Москве народный бунт во время свирепствовавшей там чумы (1771), за что получил от Екатерины Андреевскую ленту и 4 000 душ крестьян, но от последних отказался;
- Василий Михайлович Еропкин, «старейший гренадёр», начал военную службу в 1827 году. Участник кампаний 1828—29 и 1830—31 гг. После военной службы по дворянским выборам снова поступил на службу и принял участие в нескольких сражениях Крымской войны (1854—55).